# 고베항

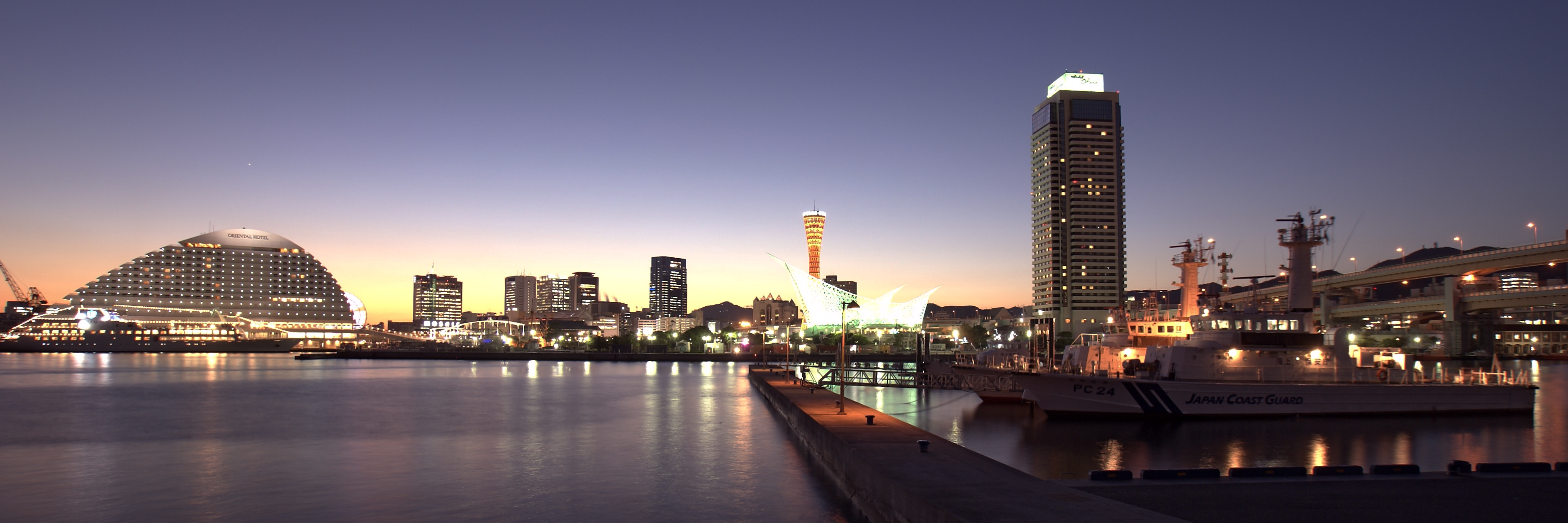
고베항

고베항(일본어: 神戸港 고베코[*])은 효고현 고베시에 위치한 항구이다. 일본 항만법에서 국제 전략 항만으로 지정되어 있다. 1868년 1월 1일 개항하였으며, 일본의 주요 국제 무역항, 3대 여객 항구 중 하나이다. 특이하게도 국제항 코드도 역시 고베 공항의 IATA 공항 코드와 같은 UKB를 공유한다.

## 역사
10세기에, 타이라노 키요모리는 당시의 오와다 도마리(大輪田泊)를 개조하여 항구 근처의 단명한 수도인 후쿠하라(福原)로 옮겼다. 중세 시대에, 그 항구는 효고노츠(兵庫津)로 알려져 있었다.
1858년, 우호통상조약에 의해 효고항은 외국인들에게 개방되었다. 1865년 영국, 프랑스, 네덜란드, 미국의 군함 9척이 개항을 요구하며 효고항을 침범하는 효고항 개항 요구 사건이 일어났다. 1868년, 효고항 동쪽에 고베 신항이 건설되어 개항했다.
제2차 세계 대전 이후에 연합군에 의해 점령되었고, 그 후에 주일미군에 의해 점령되었다.(마지막 하나는 1973년에 반환되었다.)
1970년대에 이 항구는 한신 공업지대의 수출항으로서 세계에서 가장 많은 컨테이너를 취급했다. 1973년부터 1978년까지 미국 뉴욕항, 네덜란드 로테르담항에 이어 세계에서 가장 붐비는 컨테이너 항구였다.
1995년 1월 17일 고베 대지진으로 항구도시의 시설과 서비스의 상당 부분이 파괴되고 중단되면서 항구도시의 위상이 크게 약화되었고, 당시 일본 GDP의 2.5%인 약 10조엔, 1,025억 달러의 피해가 발생했다. 지진보험에 가입된 고베 지역의 재산은 도쿄의 16%에 비해 3%에 불과했기 때문에 대부분의 손실은 보험에 가입되지 않았다.
고베는 지진이 발생하기 전 세계에서 가장 붐비는 항구 중 하나였지만, 수리 및 재건에도 불구하고 일본의 주요 해운 항구로서의 예전 지위를 다시는 회복하지 못하고 있다. 1994년 6위였던 국제선 순위는 2000년 이후 20위 이하로 떨어졌고, 허브 기능은 대한민국 부산항으로 넘어갔다.
대형 컨테이너 선박이 정박할 수 있는 충분한 수심을 확보하지 못한 것이 고베항의 쇠퇴의 직접적인 원인이었지만, 지진 발생 후 복구만 하겠다는 정부의 방침(고토타 독트린)에 의한 것이기도 했다. 원래는 훼손된 항구를 국제 허브 항구의 조건에 맞는 사양으로 개선하기 위해 계획되었으나 재건 예산의 형편으로 인해 과감한 건설을 실현할 수 없었다. 항만 시설에 관해서는 고베항이 순조롭게 복구되고 있지만, 재해의 경험을 기억하기 위해 항구 한쪽 구석에 고베항 지진 메모리얼 파크을 설치하여 재해 당시의 항구 모습을 보존하고 있다.
2017년 현재 일본에서 네 번째로 붐비는 컨테이너 항구로 남아 있다.

## 시설
- 컨테이너 선석: 34
- 면적: 3.89 평방킬로미터
- 최대 흘수: 18m

## 여객서비스
- 대한민국 부산: 주 2회
- 중국 상하이: 일주일에 한 번
- 중국 톈진: 일주일에 한 번